# 地方開発事業団
地方開発事業団（ちほうかいはつじぎょうだん）とは、かつて日本において、複数の普通地方公共団体の共同によって設置され、それらから委託を受けて、地域の総合的な開発計画に基づく公共事業を総合的に実施していた特別地方公共団体である。
2022年（令和4年）3月31日に青森県新産業都市建設事業団が解散し、完全に廃止された。

## 沿革
かつては地方自治法の第298条から第319条までに地方開発事業団に関する規定があった。これは、地方自治法の一部を改正する法律（昭和38年6月8日法律第99号）によって1963年（昭和38年）に導入されたものである。当時、新産業都市の建設、工業整備特別地域の整備などの地域開発には、広域的・総合的・長期的な計画のもと、複数の普通地方公共団体が事務を共同処理することが必要であると考えられ、そのような地域開発の目的に適する事務の共同処理のための制度として地方開発事業団の制度が設けられた。
地方開発事業団は昭和30年代から昭和40年代にかけて各地で設置されたが、その数は少なかった。その後、ほとんどの事業団が解散し、2009年現在では1事業団が存続するのみとなった。このように、地方開発事業団の制度の利用が低調に推移した原因は、次のように分析されている。
- 地方開発事業団が行うことのできる事業は法律で限定されている（一部事務組合との違い）。
- 地方開発事業団は受託した事業を完了したときは解散しなければならない（一部事務組合・地方独立行政法人・地方公社との違い）。
- 地方開発事業団は住宅、道路などの施設の建設のみを行うことができこれらの施設の完成後の管理を行うことはできない（一部事務組合・地方独立行政法人・地方公社との違い）。
- 地方開発事業団は単独の普通地方公共団体が設置することはできない（地方独立行政法人・地方公社との違い）。

2010年（平成22年）1月に公表された総務省の資料では、地方開発事業団は「長期にわたって設立の事例がなく今後存置する意義がないと見込まれることから、廃止する」とされた。2011年（平成23年）8月1日、地方自治法の一部を改正する法律（平成23年5月2日法律第35号）の施行により、事業団に関する規定は地方自治法から削除され、事業団の新規の設置はできなくなった。既存の事業団は、同法律附則第3条の規定により存続していた。

## 一部事務組合との比較
複数の普通地方公共団体がそれらの事務を共同で処理するための制度としては、一部事務組合の制度が制定当初から地方自治法に用意されている。一部事務組合も事業団も、複数の普通地方公共団体の議会の議決により規約を定め、都道府県知事または総務大臣の許可を得ることによって設置される。事業団は、一部事務組合の変形ともいえ、一部事務組合とはおおよそ以下の点で異なる。

### 事業
一部事務組合の場合は、普通地方公共団体の事務のうち任意のものを組合の規約に定めるところにより組合に処理させることができる。これに対して、普通地方公共団体が事業団に委託できる事業は地方自治法298条1項に列挙された以下のものに限られる。
- 住宅、工業用水道、道路、港湾、水道、下水道、公園緑地その他政令で定める施設の建設（災害復旧を含む。）
- それらの施設の用に供する土地、工場用地その他の用地の取得又は造成
- 土地区画整理事業に係る工事

また、一部事務組合の場合は、組合が普通地方公共団体の事務のうちある一つの事務のみを処理することも想定されるのに対して、事業団の場合は、事業団は上記各種事業のうち複数を総合的に実施することが想定されている。
一部事務組合の場合は、組合で共同処理する事務を組合の規約に定めることが必要である。これに対して、事業団の場合は、事業団の行う事業を規約に定めることは必要でない。事業団は、事業計画による普通地方公共団体からの委託がなければ、具体的な事業を行うことができない。
一部事務組合は多くの場合恒久的なものであるのに対して、事業団は、普通地方公共団体から受託した事業が全部完了したときは当然解散するものとされている。

### 組織
一部事務組合の組織は、議員で構成される議会と、管理者などで構成される執行機関とからなる。また、一部事務組合には執行機関の一つとして監査委員が置かれる。これに対して、事業団の組織は、議会を有しない。事業団に理事長と理事とが置かれ、これらは理事会を構成する。監査委員に相当するものは、事業団では監事である。事業団は普通地方公共団体から受託した事業を計画どおりに実施するためだけのものである点に鑑みて、事業団の組織は簡素なものとされた。
一部事務組合の場合は、組合を組織する地方公共団体の職員が組合の職員を兼ねることもできるものの、組合が組合固有の職員を採用することもできる。これに対して、事業団の職員は、必ず事業団を設置する地方公共団体の職員のうちから任命され、事業団が固有の職員を採用することはできない。
一部事務組合の場合は、その議会は条例を制定することができ、管理者は規則を制定することができる。組合の条例は、住民の権利・義務を規定することもでき、組合の条例には罰則を設けることもできる。これに対して、事業団の場合は、理事会が事業団規則を制定することができる。事業団規則では、住民の権利・義務を規定することはできず、事業団規則に罰則を設けることはできない。

### 財務
一部事務組合についての会計年度に相当するものを、事業団については事業年度という。会計年度も事業年度も4月1日に始まり、翌年3月31日に終わる。
一部事務組合の予算は、組合の管理者が調製した予算案が組合の議会で議決されることにより成立する。これに対して、事業団の予算は、理事会の議決により成立する。
一部事務組合については、単一予算主義の原則が適用されるが、事業団については、これは適用されない。また、事業団については、予算の繰越しが許されるための条件が緩和されている。
一部事務組合においては、支出は、管理者の命令に基づいて会計管理者が行う。これに対して、事業団の会計事務は、理事長の権限である。

## 注
1. ↑  旧地方自治法298条1項
2. ↑  県に移管される金矢工業団地（六戸）、分譲率いまだ４割 – デーリー東北デジタル, 2021年1月30日. 2023年4月27日閲覧.
3. 1 2 3 4  松本p. 1503
4. ↑  宇賀p. 84、塩野p. 144、中川p. 38
5. ↑  地方行財政検討会議（第1回、2010年1月20日）の参考資料4「今国会における地方自治法改正の検討事項」
6. ↑  地方自治法284条2項、298条2項
7. ↑  地方自治法284条2項、287条1項
8. ↑  松本pp. 1505–1506
9. ↑  地方自治法287条1項
10. ↑  地方自治法299条
11. ↑  松本p. 1506
12. ↑  地方自治法317条1項
13. 1 2  松本pp. 1520–1521
14. ↑  地方自治法304条1項
15. ↑  地方自治法305条2項
16. ↑  地方自治法287条2項
17. ↑  地方自治法306条
18. ↑  地方自治法303条
19. ↑  松本p. 1518
20. ↑  地方自治法307条
21. ↑  地方自治法208条1項、307条
22. ↑  地方自治法305条3項
23. ↑  松本p. 1533
24. ↑  松本pp. 1534–1535
25. ↑  地方自治法301条1項